# Cantó de Banhèras de Luishon
El cantó de Banhèras de Luishon és un cantó francès del departament de l'Alta Garona, a la regió d'Occitània. Està inclòs al districte de Sent Gaudenç, està format per 31 municipis i el cap cantonal és Banhèras de Luishon.

## Municipis
- Antinhac
- Artiga
- Banhèras de Luishon
- Benque (Benque-Dessous-et-Dessus)
- Borg de Guelh
- Cadelh e las Penas
- Casaus de Larbost
- Castilhon de Larbost
- Catervièla
- Caubós
- Cièr de Luishon
- Cirés
- Garin
- Guaus de Larbost
- Guaus de Luishon
- Judèth de Luishon
- Jurvièla
- Mairenha
- Montauban de Luishon
- Mostajon
- Òu
- Pobòu
- Portèth de Luishon
- Sacorvièla
- Sales e Pratvièlh
- Sent Avantin
- Sent Pau d'Oelh
- Sent Memet
- Sòda
- Trebòns de Luishon
- Vilhèra